# 孫玥
孫玥（1973年3月31日—），前中國女排主攻手，綽號「小老虎」，專打四號位置，身高186公分，體重72公斤，扣球高度可達314公分。

## 運動生涯
孫玥的父親與母親都是排球選手，她在1992年首次進入國家隊，由於她高挑的身材及強大的扣球威力，從此之後便成為國家隊不可或缺的主攻手，她在國家隊的期間，最慣用的背號為11號。
孫玥在國家隊服役的期間，正逢古巴女排八連霸的朝代，所以她身披國家隊戰袍雖然長達10年，卻始終沒有拿過三大賽的冠軍頭銜。2001年，孫玥正式告別國家隊，前往義大利的職業球隊發展，並連續三年協助球隊獲得聯賽亞軍。2004年孫玥返國，回到了老東家江蘇省女排隊，2005年10月22日她帶領了江蘇隊在十運會中奪下了第四名，從此之後正式退役。

## 個人生活
2006年3月，脫下球衣的孫玥轉而擔任《揚子晚報》體育記者的工作。2007年3月31日，歷經六年的愛情長跑，孫玥決定在自己34歲生日這天，與男友何國文在南京完成終身大事。
孫玥是近年中國女排隊最有名的球員之一，除了她強力的攻擊與清秀的臉龐之外，最讓人印象深刻的莫過於她親切的態度與一貫的笑容。依據中國女排的官網描述，孫玥雖然作為隊中的核心隊員，但她身上卻沒有絲毫的明星架子。她總是能在球隊處於逆境之時，迅速地帶動全隊的氣氛與士氣，力挽狂瀾。
現時，孫玥與丈夫育有兩女，分別於2011年及2013年出生。現定居於香港，先後於拔萃女書院和呂潤財紀念中學擔任排球教練。
2019年5月27日，她獲香港無綫電視邀請，客串演出處境劇《愛·回家之開心速遞》。

## 演出作品

### 電視劇（無綫電視）
| 首播   | 劇名                  | 角色                              |
| 2019年 | 《愛·回家之開心速遞》 | 接龍集團排球隊教練（第586-587集） |

### 綜藝節目（無綫電視）
| 首播          | 節目名                                  | 備註     |
| 2021年8月28日 | 聲·夢飛行 First Live On Stage（第四場） | 出席嘉賓 |

## 外部連結及相關影片
- 孫玥的Facebook專頁
- 孫玥的新浪微博
- 崢嶸歲玥（页面存档备份，存于）
- 中國女排官方網頁
- 大洋新聞—同心鎖見證浪漫愛情
- 膠東新聞—排壇美女出嫁
- 【奥运故事会】孙玥的爱情故事[永久]
- 【亲历奥运】小老虎孙玥：国家队前的日子[永久]
- 【亲历奥运】小老虎孙玥：伤感巴塞罗那[永久]
- 【亲历奥运】小老虎孙玥：辉煌亚特兰大
- 【亲历奥运】小老虎孙玥：不完美的悉尼[永久]
- 【亲历奥运】小老虎孙玥：退役生活[永久]